# Schlafwagenschaffner
Der Schlafwagenschaffner ist ein Schaffner, der in einem Schlafwagen seinen Dienst versieht und für die Betreuung der Fahrgäste zuständig ist. Er vereinigt die Rolle eines Schaffners mit der eines Hotelangestellten. Zu seinen Aufgaben gehören daher die Fahrscheinkontrolle (also das Ein- und Auschecken der Kunden) sowie das Herrichten der Betten, Bereitstellen des Frühstücks und Wecken der Fahrgäste. Weiter führt er für seine Kunden Grenzformalitäten durch und ist allgemein für die Sauberkeit und Sicherheit des Schlafwagens verantwortlich.